# Xinfa (socken i Kina, Shandong)
Xinfa (kinesiska: 信发街道, 信发) är en socken i Kina. Den ligger i provinsen Shandong, i den östra delen av landet, omkring 67 kilometer väster om provinshuvudstaden Jinan. Antalet invånare är 37 755. Befolkningen består av 18 830 kvinnor och 18 925 män. Barn under 15 år utgör 18,0 %, vuxna 15-64 år 74 %, och äldre över 65 år 7,0 %.
Genomsnittlig årsnederbörd är 800 millimeter. Den regnigaste månaden är juli, med i genomsnitt 287 mm nederbörd, och den torraste är januari, med 5 mm nederbörd.